# Đình Lập (thị trấn)
Đình Lập là thị trấn huyện lỵ của huyện Đình Lập, tỉnh Lạng Sơn, Việt Nam.
Thị trấn Đình Lập có diện tích 6,37 km², dân số năm 1999 là 3.946 người, mật độ dân số đạt 619 người/km².
Thị trấn Đình Lập được bao bọc bốn phía bởi xã Đình Lập.
Theo thống kê năm 2019, thị trấn Đình Lập có diện tích 6.37 km², dân số là 4.710 người, mật độ dân số đạt 739 người/km².